# Stjepan Grgac (brigadir HV)
Stjepan Grgac - Grga (Sisak, 18. prosinca 1959. – Kotar šuma kraj Petrinje, 4. kolovoza 1995.), brigadir HV i ratni zapovjednik u Domovinskom ratu, zapovjednik 57. brigade "Marijan Celjak" Sisak.

## Domovinski rat
Od početka dragovoljac domovinskog rata. Zapovjednik voda vojne policije, a osnivanjem 57. SAMB-a, (kasnije 161. brigada, 57. brigada "Marijan Celjak" Sisak), postaje njen pripadnik. Ratno iskustvo stječe na području Komareva, Banovine te ostalim ratištima u domovini. Iznimnom profesionalnošću i hrabrošću skreće na sebe pozornost svojih zapovjednika. 1993. godine završava temeljnu obuku za časnika pješaštva, zasluženo dobiva čin bojnika, i postaje zapovjednikom 1. bojne 57. brigade, a 1994. godine završava i naprednu ČŠ na vojnom učilištu "Petar Zrinski" kao najbolji u svojoj klasi, i kao nagradu od načelnika glavnog stožera HV generala Janka Bobetka, dobiva samokres marke PHP s ugraviranom posvetom. Nakon završene obuke i odlaska zapovjednika brigade, sam postaje zapovjednikom. 30. svibnja 1995. godine sudjeluje i u 1. svečanom mimohodu OSRH na Jarunu gdje stupa na čelu domobranskog podešalona. 21. lipnja 1995. godine odgođena mu je dodjela čina pukovnika HV-a kojeg, na kraju, nikad nije ni doživio. Postumno mu je dodijeljen čin brigadira pješaštva. 
Bio je iznimno čvrst i staložen zapovjednik, voljen od strane svojih ljudi, i nikada nije uzmicao ni pred čim. Svojom je hrabrošću i neustrašivošću pružao primjer drugima i nosio brigadu u svakoj akciji. Njegovo geslo je bilo "ja sam ispred, vi ostali za mnom" tako je i stradao. 4. kolovoza 1995. prvog dana vojno-redarstvene operacije "Oluja",nakon što je već stradao pukovnik Matanović, zapovjednik 2. bojne "Gromova", uzeo je desetinu i krenuo u pokušaj spajanja s "Gromovima" koji su upali u žestoke borbe na ulazu u Petrinju. U toj, za njega kobnoj, Kotar šumi na Rimskom putu iza sebe je u zaklonu ostavio svoje suborce i sam upao ravno u neprijateljsku zasjedu, gdje biva pokošen četničkim rafalom.
Godinu dana nakon pogibije, 4. kolovoza 1996. u Kotar šumi otkriveno je spomen obilježje s njegovim poprsjem. Uz brojne vojne i civilne dužnosnike, najupečatljiviji i iznimno emotivan je bio govor generala Bobetka, koji je na kraju rekao: "Mnogo će vode proteći Savom dok se ne rodi opet jedan ovakav čovjek. Hvala ti Grga".
U knjizi generala Bobetka, "Sve moje bitke", naveden je kao jedan od zapovjednika s kojim je general pripremao vojne operacije, te je navedeno, cit. " Zadnji komandant koji je bio zapovjednik brigade u operaciji "Oluja", Stjepan Grgac, bio je mlad čovjek sa sela, izrastao od vojnika dragovoljca do zapovjednika brigade. Završio tečaj za zapovjednika bojni na HVU "Petar Zrinski" kao najbolji. Bio je neizmjerno hrabar, odan, kao vihor je nosio brigadu i išao ispred svojih ljudi. On je očit primjer da samo takvi ljudi mogu izdržati i voditi Domovinski rat. Sve drugo je padalo na prvom ispitu, tako da mogu biti ponosan što sam u svom mjestu, sa svojim ljudima, susjedima, gotovo sinovima i unucima, sa svojim prijateljima vrlo uspješno i smjelo obranio dio važnog prostora naše domovine". Valja napomenuti da svojom dužnošću, zapovjednika brigade, brigadir Stjepan Grgac je bio jedini poginuli zapovjednik brigade, samim time i najviši vojni dužnosnik koji je poginuo u operaciji Oluja a i u cijelom Domovinskom ratu.
Po njemu nosi naziv Športska udruga, iz rodnog mu mjesta, Petrovca, Sportski centar, te odnedavno i jedna ulica u gradu Sisku.
Iza sebe je ostavio suprugu Božicu (29) te dvoje djece, sina Gorana (10) i kćerku Maju (7).
Sahranjen je u obiteljskoj grobnici na mjesnom groblju u Žažini.

## Činovi
- satnik
- bojnik
- pukovnik
- postumno mu je dodijeljen čin brigadira pješaštva.

## Odlikovanja
Za svoj doprinos u Domovinskom ratu dobio je više odlikovanja i nagrada: 
- Red kneza Domagoja - za junački čin u ratu,
- Red bana Jelačića - za iznimno uspješno zapovijedanje postrojbama OSRH i osobite vojne zasluge u njihovom ustroju i razvitku
- Red Petra Zrinskog i Frana Krste Frankopana,
- Red hrvatskog trolista - za osobite zasluge u ratu,
- Medalja Oluja,
- Spomenica Domovinskog rata 1990. – 1992.,

te ostalim pisanim pohvalama i priznanjima.